# Enniusz

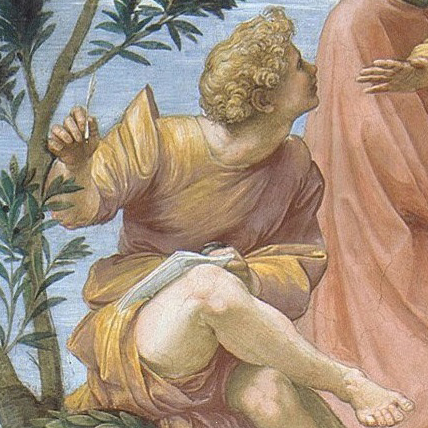

Enniusz, Quintus Ennius (urodzony 239 p.n.e. w Rudiae (Apulia), zmarł 169 p.n.e.) – poeta rzymski, uważany za ojca literatury rzymskiej.
Walczył na Sardynii w czasie drugiej wojny punickiej, gdzie poznał Katona Starszego, z którym przybył do Rzymu. Pracował tam jako nauczyciel i poeta. Za zasługi w dziedzinie literatury otrzymał obywatelstwo rzymskie.
Do naszych czasów przetrwało 20 tytułów tragedii Enniusza i ich niewielkie fragmenty. Najważniejszym jego dziełem był epos historyczny zwany Annales czyli Roczniki, spisane w 18 księgach, a zawierające poetycką wizję dziejów Rzymu od przybycia Eneasza do Italii. Był to pierwszy większy utwór łaciński napisany heksametrem daktylicznym, który to wiersz Enniusz wprowadził tym samym do poezji łacińskiej. Z Annales pozostało około 600 wierszy, m.in. incipit pierwszej księgi Musae quae pedibus magnum pulsatis Olympum.
Do czasu powstania Eneidy Roczniki były uważane za epopeję narodową Rzymian. Szczyty popularności osiągnęły w II wieku n.e., czyli "srebrnym" okresie literatury rzymskiej, kiedy celem odmłodzenia języka sięgnięto do archaicznych wzorców (zob. Łacina). Utratę Annales zawdzięczamy najprawdopodobniej nagłemu i bezpowrotnemu odpływowi tej mody w III wieku n.e.
Oprócz tego Enniusz zajmował się adaptacją licznych dramatów i komedii greckich, przeważnie z Eurypidesa. Pierwszy pisał rzymskie epigramaty.
Napisał również dzieło Saturae, które zawierało zbiór różnych treści i miar metrycznych.